# Клаус Топпмеллер
Клаус Топпмеллер (нім. Klaus Toppmöller, нар. 12 серпня 1951, Ріфеніх) — німецький футболіст, що грав на позиції нападника. По завершенні ігрової кар'єри — тренер. Виступав, зокрема, за клуб «Кайзерслаутерн», а також національну збірну Німеччини.
Син Клауса Діно також в минулому футболіст.

## Клубна кар'єра
Народився 12 серпня 1951 року в місті Ріфеніх. Вихованець юнацьких команд футбольних клубів «Рівеніх» та «Айнтрахт» (Трір).
У дорослому футболі дебютував 1972 року виступами за команду клубу «Кайзерслаутерн», в якій провів вісім сезонів, взявши участь у 204 матчах чемпіонату. Більшість часу, проведеного у складі «Кайзерслаутерна», був основним гравцем атакувальної ланки команди. У складі «Кайзерслаутерна» був одним з головних бомбардирів команди, маючи середню результативність на рівні 0,53 голу за гру першості.
Протягом 1980—1984 років захищав кольори команди клубу «Даллас Торнадо». Завершив професійну ігрову кар'єру у клубі «Зальмрор», за команду якого виступав протягом 1985—1987 років.

## Виступи за збірну
1976 року дебютував в офіційних матчах у складі національної збірної Німеччини. Протягом кар'єри у національній команді, яка тривала 4 роки, провів у формі головної команди країни 3 матчі, забивши 1 гол.

## Кар'єра тренера
Розпочав тренерську кар'єру відразу ж по завершенні кар'єри гравця, 1987 року, очоливши тренерський штаб клубу «Сальмрор». 1993 року став головним тренером команди «Айнтрахт», тренував франкфуртський клуб один рік. Згодом протягом 1994–1999 років очолював тренерський штаб клубу «Бохум». 2001 року прийняв пропозицію попрацювати у клубі «Баєр 04». Залишив команду з Леверкузена 2003 року. У 2003 році працював головним тренером команди «Гамбурга». Протягом тренерської кар'єри також очолював команди клубів «Ульм 1846», «Вісмут Ауе» та «Вальдгоф».
Наразі останнім місцем тренерської роботи була збірна Грузія, головним тренером команди якого Клаус Топпмеллер був з 2006 по 2008 рік.

## Титули і досягнення

### Як гравця
- Кубок Німеччини
  -  Фіналіст (1): 1976

- Бундесліга
  -  Бронзовий призер (2): 1979, 1980

### Як тренера
- Ліга чемпіонів

- Бундесліга
  -  Срібний призер (1): 2002

- Кубок Німеччини
  -  Фіналіст (1): 2002